# Association of European Schools of Planning
Die Association of European Schools of Planning (AESOP) ist ein Netzwerk europäischer Universitäten mit Raum- und Stadtplanungsstudiengängen. Das Netzwerk wurde 1987 auf Initiative von Patsy Healey und Klaus Kunzmann auf Schloss Cappenberg gegründet und ist seit 1992 als Non-Profit-Organisation unter belgischem Recht eingetragen. Es ist die europäische Tochterorganisation des Global Planning Education Association Network (GPEAN). Das Akronym ist angelehnt an den griechischen Dichter Äsop.
Das Netzwerk hält verschiedene regelmäßige Veranstaltungen ab. Darunter die akademische Konferenzen statt, die in der Regel jährlich stattfinden, und das wichtigste und größte planungswissenschaftliche Treffen in Europa darstellen. Alle fünf Jahre wird von dieser Regel abgewichen, wenn der World Planning Schools Congress stattfindet.
Das Netzwerk wird durch einen Vorstand (Executive Committee) geleitet. Der Vorsitz liegt bei einem Präsidenten und einem Generalsekretär. Die bisherigen Präsidenten waren: Klaus Kunzmann, Louis Albrecht, Giorgio Piccinato, Patsy Healey, Marcel Bazin, Tadeusz Markowski, Hans Mastop, Alessandro Balducci, Simin Davoudi, Peter Ache, Wilem Salet, Kristina L. Nilsson und Benjamin Davy. Aktuelle Präsidentin ist Anna Geppert.
Innerhalb des Netzwerks gibt es verschiedene Unterorganisationen, wie bspw. das Netzwerk der Nachwuchswissenschaftler (AESOP Young Academics) sowie thematische Gruppen (derzeit 14).